# Thomas Kufen
Thomas Kufen (sinh ngày 5 tháng 8 năm 1973 tại Essen) là một chính khách người Đức của Liên minh Dân chủ Thiên chúa giáo (CDU).

## Cuộc đời
Kufen là một nghị sĩ Landtag of North Rhine-Westphalia từ năm 2000 đến năm 2005 và một lần nữa từ năm 2012 đến ngày 21 tháng 10 năm 2015. Từ năm 2005 đến 2010, ông giữ chức Ủy viên Hội nhập trong chính phủ của Bộ trưởng-Chủ tịch Jürgen Rüttgers.
Từ năm 2015, Kufen là thị trưởng thành phố Essen của Đức.
Kufen cũng là một phần của ban lãnh đạo CDU tại North Rhine-Westphalia dưới thời chủ tịch đảng Armin Laschet từ năm 2014. Sau bầu cử bang năm 2017 ở North Rhine-Westphalia, Kufen là một phần của nhóm Laschet trong các cuộc đàm phán với Đảng Dân chủ Tự do (FDP) một thỏa thuận liên minh. Ông phục vụ trong nhóm làm việc về chính sách thành phố.
Ở cấp quốc gia, Kufen là đại biểu của CDU cho Công ước Liên bang với mục đích bầu Tổng thống Đức vào năm 2004 và 2017.

## Đời tư
Kufen kể từ năm 2015 kết hôn với chính khách David Lüngen.